# Albert Boeken
Albert Boeken (Amsterdam, 1 maart 1891 – aldaar, 4 mei 1951) was een Nederlands architect.

## Biografie

### Familie
Albert Boeken was zoon van Pieter Boeken, commissionair van beroep, en Wilhelmina Sophia Brester, wonende aan de Singel. Broer Vincent (Vins) Boeken werd werktuigbouwkundig ingenieur. Hijzelf trouwde in 1918 met Wilhelmina Sophia (Willy) Tielrooy, die hij tijdens zijn studententijd had leren kennen. Het echtpaar kreeg twee kinderen. 

### Opleiding
De studie tot bouwkundig ingenieur Delftse Technische Hogeschool heeft Boeken doorlopen van 1909 tot 1916.
Na het behalen van zijn kandidaats in 1913, zette hij zijn studie voort als tekenaar op architectenbureau Baanders. In 1916 studeerde Boeken af bij J.A.G. van der Steur en J.F. Klinkhamer. Klinkhamer had een opleiding aan de polytechnische school gehad en doceerde onder anderen de burgerlijke bouwkunst. Hij was rationalistisch georiënteerd en was van mening dat de ideale bouwmeester de gaven van de constructeur en de artiest in zich verenigde. Hij beschouwde utiliteitswerken als hedendaagse monumenten. Hij leek daarmee een basis gelegd te hebben voor het Nieuwe Bouwen, waarvan een aantal van zijn studenten, zoals J.B. van Loghem alsook Albert Boeken zelf belangrijke proponenten zouden worden.

### Publieke Werken (1919-1926)
Na het beëindigen van zijn opleiding ging Boeken in 1919 bij Publieke Werken Amsterdam aan de slag. Hier werkte hij tot 1926 onder leiding van Hulshoff. In 1923 werd hij overgeplaatst naar de onderafdeling Stadsontwikkeling, waar hij zich bezig hield met de uitbreiding van Amsterdam.
Van april 1924 tot maart 1925 werd hij naar eigen zeggen 'verbannen' naar Zwitserland in verband met ziekte. Ook later zou Boeken last hebben van een zwakke gezondheid.
Het meeste werk van Publieke Werken in die tijd werd gebouwd in Amsterdamse School-stijl. In het begin van zijn aanstelling bij Publieke Werken hield Boeken zich veel bezig met het ontwerpen van diverse telefooncentrales in Amsterdam. Hiervoor heeft hij in 1920 een studiereis gemaakt naar Duitsland. In deze tijd ontwierp Boeken verder onder meer het gebouw van de Gemeentelijke Geneeskundige en Gezondheidszorg aan het Waterlooplein, een laboratorium en bergplaats aan de Middenweg en een complex schoolgebouwen voor G.L.O. aan de Kometensingel in Amsterdam. Ook heeft Boeken meerdere bedrijfsgebouwen, scholen en enkele openbare gebouwtjes ontworpen. Noemenswaardig zijn ten slotte de verkeerstoren op Schiphol en bijbehorende gebouwen die hij in 1926 ontwierp. Deze zijn echter in de oorlog verwoest.
Het werk van Publieke werken, dat naast het ontwerp van stadsgebieden en gebouwen, ook samenwerkingen en aanpassingen van bestaande ontwerpen besloeg, was voor het algemeen belang. Er was in deze context geen ruimte voor individuele architecten om naam te maken. Zo zijn maar een enkele werken uit deze tijd feitelijk naar Albert Boeken te traceren.
Later zou Boeken terugblikken op zijn tijd bij Publieke Werken als de minst inspirerende en zelfs geestbeperkende periode.

### Zelfstandig architect (1926-1951)

#### Architectuur van de toekomst 1926-1932

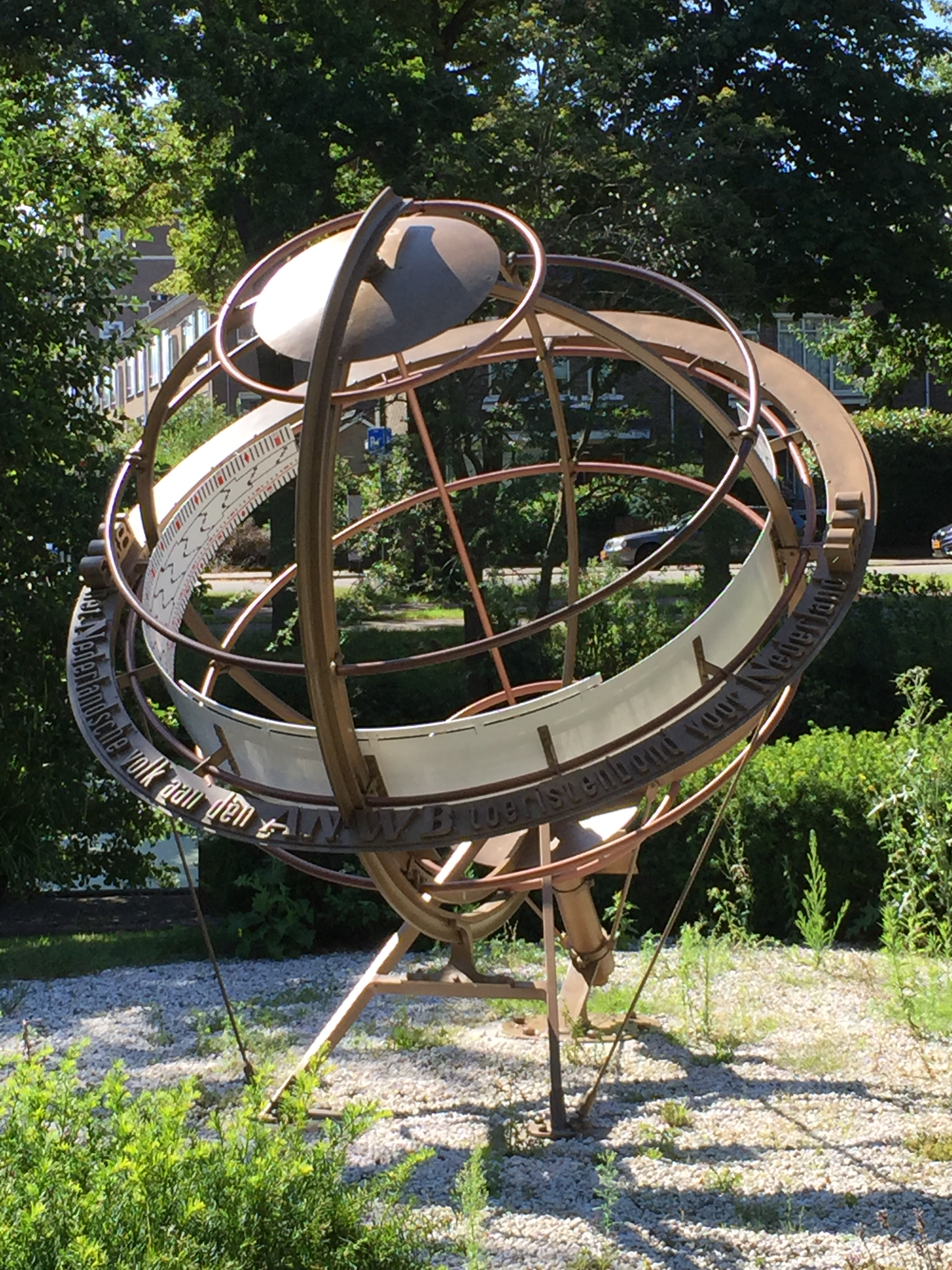
Zonnewijzer voor de ANWB (1933)

In 1926 vestigde Boeken zich uiteindelijk als zelfstandig architect aan de Keizersgracht 614 in Amsterdam. In de jaren 1927 en 1928 hield hij zich bezig met het ontwerpen van woningen voor enkele Amsterdamse wijken. Van belang is vooral het door hem gewijzigde bebouwingsplan voor een wijk in Amsterdam-west. De hieraan voorafgaande studies van de reeds bestaande, maar ook door Boeken zelf ontworpen nieuwe woningtypen en -blokken, leidden in 1931 tot een schematisch bebouwingsplan voor de ongeveer 17 hectare te bebouwen oppervlakte.
De eerste ervaringen als particulier architect vielen zeker tegen. Maar al snel vond Boeken geestverwanten in Dessau waar hij, in de functie van journalist, in december 1926 de opening van het Bauhaus bezocht. Tijdens deze opening had hij zijn eerste internationale contacten met M. Breuer, W. Gropius, Ernst May, K. Schwitters en Laszlo Moholy Nagy. Thuis slaakte hij de zucht "de eerste gedachte die mij inviel toen ik mij in Dessau en het Bauhaus georiënteerd had was deze: wat zonde van de zeven jaren die ik aan P.W. [Publieke Werken] verknoeid heb".
Met veel moeite wist hij enkele woningbouwopdrachten van bouwondernemingen in de wacht te slepen. Dit terwijl hij zich in publicaties verzette tegen de beperkte vrijheid en verantwoordelijkheden die de architecten kregen bij dit werk. Voorts heeft Boeken enkele landhuisjes en woonhuizen ontworpen voor particulieren, heeft hij Auke Komter geholpen bij diens project in Bloemendaal aan Zee, en heeft hij zich een tijd bezig gehouden met het Floratheater in Amsterdam totdat dit werd overgedragen aan Jan Wils. De resterende tijd vulde Boeken met het ontwerpen van enkele monumentjes, zoals de zonnewijzer voor de ANWB aan de Churchillaan te Amsterdam, en een druk verenigingsleven.

#### Verdeeldheid in de architectuurwereld 1932-1938
Halverwege de negentiende tot halverwege de twintigste eeuw was een lange zoektocht van stijlen in en functies in de internationale architectuurwereld in het algemeen, en in Nederland in het bijzonder. Deze zoektocht culmineerde in Nederland in de dertiger en veertiger jaren van de twintigste eeuw tot een hoogtepunt, dat zich kenmerkte met het ontstaan, samengaan, uit elkaar vallen en weer verdwijnen van stromingen en groepen. De nooit een blad voor de mond nemende en immer strijdende Boeken speelde in de gaande discussies een belangrijke rol: waar hij in werk tekort kwam, leek hij te compenseren met zijn betrokkenheid in de theoretische ontwikkelingen.
Boeken stond te boek als een typische proponent van het Nieuwe Bouwen en nam als zodanig deel aan de internationale congressen van het CIAM, waar de nieuwste ontwikkelingen over het Nieuwe Bouwen, of functionalisme, besproken werden. Hij was ook sinds zijn studententijd lid van Architectura et Amicitia. Tevens sloot hij in 1828 aan bij de 8 dat net een jaar daarvoor opgericht was. De 8 (basis in Amsterdam) en Opbouw (basis in Rotterdam) werkten toen al samen. Met de ontwikkelingen van de tijd begonnen Boekens ideeën enigszins af te wijken van deze verenigingen, waarvan hij meende dat ze verstarden en achterliepen op de tijd. Hoewel de banden behouden bleven, werd op Boekens initiatief "de roemruchtige Groep 32" opgericht, die als een moderne uitloper van het Nieuwe Bouwen was en daarmee tijdelijk een brug sloeg tussen A&A (een "doodenhuis") enerzijds en De 8 ("anti-alles") anderzijds. Hij was dan ook veelvuldig betrokken in de redacties van de tijdschriften van deze verenigingen.

#### "Het onontgonnen gebied" 1938-1940
Boeken zette zijn gedachten verder uit over "Het onontgonnen gebied" dat hij wilde publiceren: hij gaf aan dat terwijl De 8 om de juiste redenen ontstaan was, het door de "anti-alles" houding in de loop der jaren het potentieel van de ware architectuur "onontgonnen" heeft gelaten. Hij nam hierbij Van Nelle fabriek bij Rotterdam door Brinkman en van der Vlugt , hotel Gooiland te Hilversum van Duiker, en projecten van Le Corbusier als uitstekende voorbeelden van het Nieuwe Bouwen. In contrast tot deze voorbeelden zou het gros van de werken "verstoken zijn van elke geestelijke waarde, inderdaad niet meer zijn dan een doodnuchtere keiharde zakelijkheid, werkem die practisch bruikbaar en technisch verantwoord zijn, maar die met architectuur niks te maken hebben".
Hij kwam met het voorstel van vier "Richtlijnen voor De 8", met het idee de architecten weer op wat hij meende het juiste pad te krijgen. Het voorstel viel bij een groot deel van de "De 8"-leden niet in goede aarde, die derhalve Boeken ideologisch de rug keerde. Boeken ging met een klein aantal medestanders zijn eigen weg.

#### Oorlogsjaren 1940-1945
De Tweede Wereldoorlog werd door Boeken ervaren als geestelijk beperkend. Er was weinig tot geen werk voorhanden. Bovendien was er nauwelijks activiteit op cultureel gebied, zodat ook zijn tweede bezigheid, het bestuderen van de cultuurgeschiedenis en het stimuleren van de openbare discussie hierover, grotendeels wegviel. Het enige dat overbleef was de voorbereiding met onder andere P. Zanstra, A.W.N. Giesen en K.L. Sijmons van de wederopbouw die zou volgen op de verwoestende oorlog.

#### Wederopbouw 1945-1951

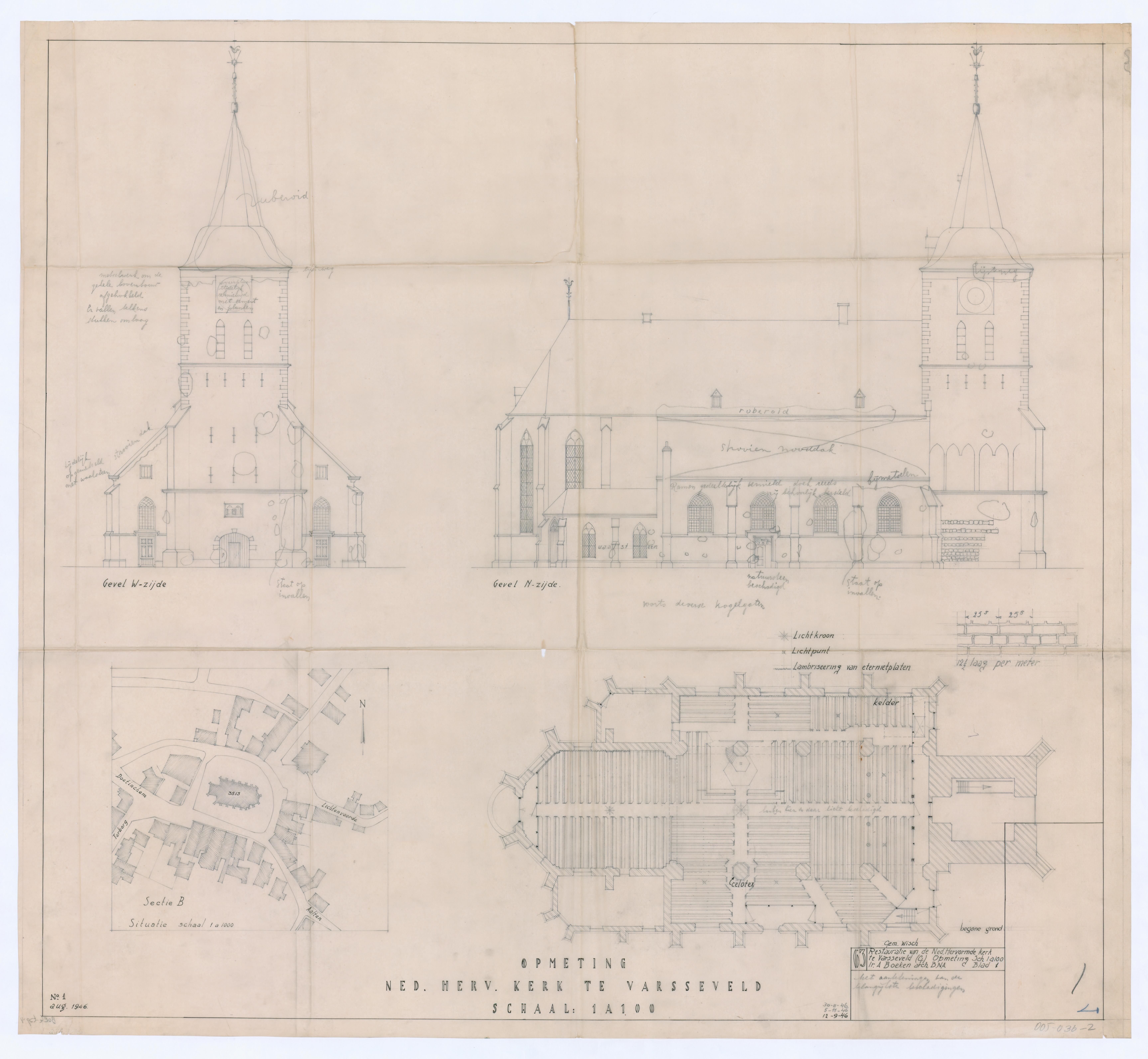
Restauratieplannen van de Nederlandse Hervormde Kerk te Varsseveld, 1948

Deze voorbereidingen wierpen na de oorlog hun vruchten af. De architecten van het Nederlandse Nieuwe Bouwen werden inmiddels erkend en Boeken en zijn 'overleg-partners' werden supervisor van de grote uitbreidingsgebieden van Amsterdam. Boeken werd supervisor van het uitbreidingsgebied Bos en Lommer. Ook deze functie werd door hem gezien als beperkend, daar hij een moeilijke positie had tussen de opdrachtgever, de gemeente Amsterdam en de architecten. Desalniettemin wordt Boeken gezien als een belangrijke drijvende kracht achter de wederopbouw. In deze laatste periode voor zijn dood heeft Boeken ook vele restauraties uitgevoerd, voornamelijk van Nederlands Hervormde kerken, en behoorden enkele opdrachten voor woonhuizen en bedrijfsgebouwen tot zijn bezigheden.

### Docentschap
Boeken is lange tijd docent geweest aan de Academie van Bouwkunst in Amsterdam. Hier gaf hij in de avonduren lezingen. In de periode van 1935 tot 1937 heeft hij samen met P. Zanstra en H. Mastenbroek een jaarlijkse studiegroep voor MTS studenten georganiseerd. Deze groepen kwamen wekelijks samen en hielden zich bezig met ontwerpopdrachten. Ontwerpen van deze studenten werden tentoongesteld. Zoals ook zijn samenwerking met jongere architecten in Groep 32 duidelijk maakte, was dat Boeken geïnteresseerd was in de nieuwe generatie van architecten. Zijn architectonische dagboeken maken duidelijk dat Boeken voortdurend trachtte zich los te maken van vooroordelen en manieren van kijken en ontwerpen. Mogelijk hoopte hij dat deze jonge geesten niet beperkt waren door de traditionele architectuuropvattingen zoals de klassieke benadering of de Amsterdamse School, of door de dogma's van het Nieuwe Bouwen.
Dit wilde overigens niet zeggen dat hij het ze makkelijk wilde maken. Lotte Stam-Beese, een talent dat later eveneens een grote bijdrage zou leveren aan de wederopbouw na de Oorlog, doorliep het eerste jaar van haar opleiding (1940-41) met goede cijfers, behalve van Boeken, die van haar niet het gevraagde verslag had ontvangen van de door hem behandelde leerstof over ‘lichttoetreding en verkeersorganisatie in gebouwen'.
Na de oorlog gaf Boeken les in het derde jaar van een HBO te Leiden.

## Gedachtegoed
Boeken was een zeer veelzijdig mens die werd gedreven door twee eigenschappen, namelijk zijn onderzoekersgeest, die gevoed werd met een drang tot wetenschappelijke objectiviteit, en zijn kunstenaarsgeest, die gevoed werd door een creatieve fantasie. In de architectuur en aanverwante activiteiten kon Boeken al zijn talenten, energie en interesses kwijt.
Uit zijn actieve verenigingsleven, zijn vele publicaties en zijn dagboekaantekeningen is op te maken dat Boeken zeer begaan was met de ontwikkeling en de toekomst van de maatschappij in het algemeen en de architectuur (en stedenbouw) in het bijzonder. Zijn diagnose van de maatschappij kan gezien worden als de rode draad in zijn opvattingen. Zijn ideeën over de bij deze veranderde maatschappij passende architectuur hebben gedurende zijn leven nogal wat veranderingen ondergaan. Een uitspraak van hem gedurende een bewogen vergadering van 'De 8' in 1938 is hiervan een illustratie: een prijsvraagontwerp voor het raadhuis van Huizen, gewonnen door Arthur Staal en Simon van Woerden, stond ter discussie. Dit raadhuis-ontwerp had overeenkomsten met een monumentale, barokke achttiende-eeuwse villa. Albert Boeken steunde het ontwerp, dat hij als een uitdrukking zag van een ‘nieuwe architectuur’ die het gevolg was van "de beperktheid en onvoldoendheid van de analyse van het Nieuwe Bouwen," waar hij nota bene zelf een voorstander van was.
Boekens leven speelde zich af tegen een woelig historisch decor. Maar liefst twee wereldoorlogen en de dynamische consequenties van de industrialisering vormen de omstandigheden waarin Boeken zijn weg probeerde te vinden. Deze oorlogen en de op alle terreinen van het maatschappelijk leven doorwerkende invloeden van de oprukkende technologische massacultuur, kunnen gezien worden als stimulans tot de betrokkenheid van architect Boeken bij de maatschappij.
Toen tijdens zijn studie de Eerste Wereldoorlog uitbrak, wond Boeken zich in zijn dagboeken op over 'de absurditeit van de hedendaagsche mens en de hedendaagsche maatschappij'. Reeds op dat moment sprak hij de wens uit alles te veranderen, zodat niet macht, maar menselijkheid de maatschappij zou domineren.
Wat later in zijn leven, in de loop van de jaren twintig, verschoof de aandacht van Boeken volledig naar het vraagstuk van de verantwoordelijkheden van de architect. De maatschappij werd nu door hem beschouwd als een vast gegeven dat de uitgangspunten en het materiaal bood voor het bepalen en uitvoeren van de taak van de architect: het verbeteren van de kwaliteit van de leefomgeving van de mens. In 1935 zei Boeken hierover: "De nieuwe wereld van den architect is niet een wereld van andere vormen, maar zij is een wereld van nieuwe verlangens, die nieuwe opgaven stellen, en van nieuw weten en kunnen, dat nieuwe middelen schept. En tenslotte een wereld van den nieuwen geest".
Boeken probeerde zijn ideeën en idealen te verwezenlijken door zich actief in te zetten in commissies en verenigingen, zoals Architectura et Amicitia, 'De 8', 'Groep 32', schoonheidscommissie 'Oude Stad' en de Stichting 'Bouwen van Woning tot Stad'.
Na de Tweede Wereldoorlog nam Boeken een meer pragmatische houding aan. Zijn laatste woorden in zijn dagboek luidden: "Het is 1950 geworden. Groep '32 is legende geworden en wij hebben het allemaal veel te druk om ons nog te kunnen bezighouden met legendes. Veel te druk met echt werk, waarnaar de tweeëndertigers zo lang tevergeefs hunkerden, met echte verenigingen, met echte supervisie- en schoonheidscommissie-machtsposities."

## Enkele werken uit het oeuvre van Boeken
Hoewel Boeken geen groot zelfstandig oeuvre heeft, is het een goede afspiegeling van zijn leven. Boeken ontwikkelde zijn eigen ideeën, die hij niet door de mode van de dag liet beïnvloeden. Zijn carrière begon in de hausse van de jaren 1920, die echter opgevolgd werd door de historische crisis van de jaren 1930, en die op zijn beurt weer opgevolgd werd door het uitbreken van de Tweede Wereldoorlog. Qua werk was het komkommertijd voor de architecten, maar mogelijk dat deze periode een uitstekende voedingsbodem was voor de ontwikkeling van nieuwe filosofieën binnen de architectuur, hetgeen blijkt uit de vele groepen en stromingen die in die periode kwamen en gingen, en waar Boeken, immer vol met gedachten en twijfel over hoe het moet in de architectuur, zich actief mee bezighield.
Illustratief is Boekens op jonge leeftijd aansluiting bij het Nederlandse Nieuwe Bouwen. Deze groep architecten was weliswaar geënt op de nieuwe tijd, maar in de praktijk waren zij tot de jaren veertig en vijftig niet populair. Het meeste werk ging naar de meer traditionele architecten. De enige echte grote opdracht die Boeken heeft uitgevoerd, en waarmee hij ook internationale bekendheid heeft verworven, is de Tennis- en tentoonstellingshal Apollohal Amsterdam.

### Gebouwen

#### Landhuizen

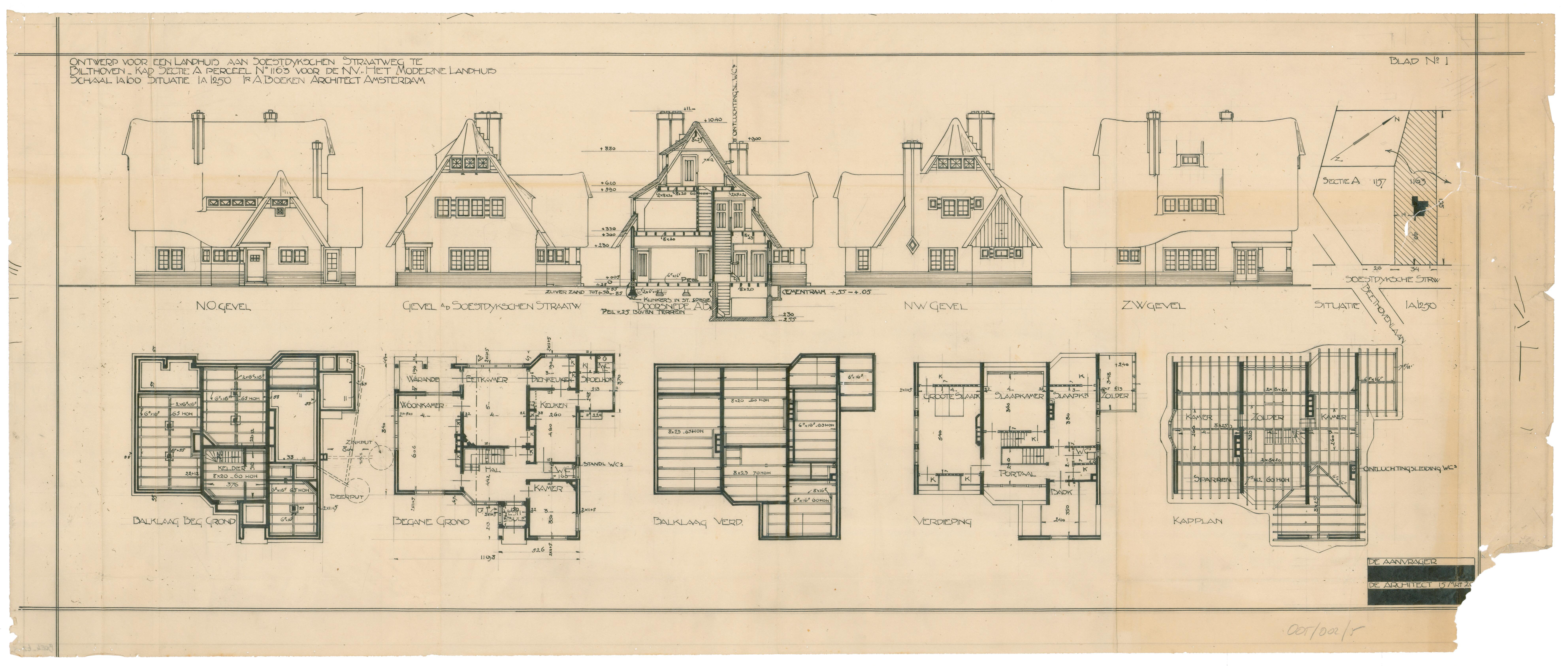
Boekens tekeningen van een van de landhuizen.

In 1920 ontwierp Boeken enkele landhuizen te Bilthoven in opdracht van N.V. 'Het moderne landhuis'. Een van deze landhuizen was 'De Zwerfsteen' aan de Soestdijksestraatweg 113. Het deed landelijk en statig aan, en bestond uit drie woonlagen. Het was gebouwd in baksteen en had een rieten dak dat de twee verdiepingen bedekte. Op het dak waren verscheidene grote schoorstenen geplaatst. De ramen waren omlijst met houtwerk en hadden een houten roedeverdeling. Ze vormden kleine onderbrekingen in het muurvlak, waardoor het huis een donkere indruk maakte. Het huis had een uitbouw, ook met rieten dak, waar de ingang in was geplaatst, en een loggia.

#### Woningbouw aan de Sassenheimstraat

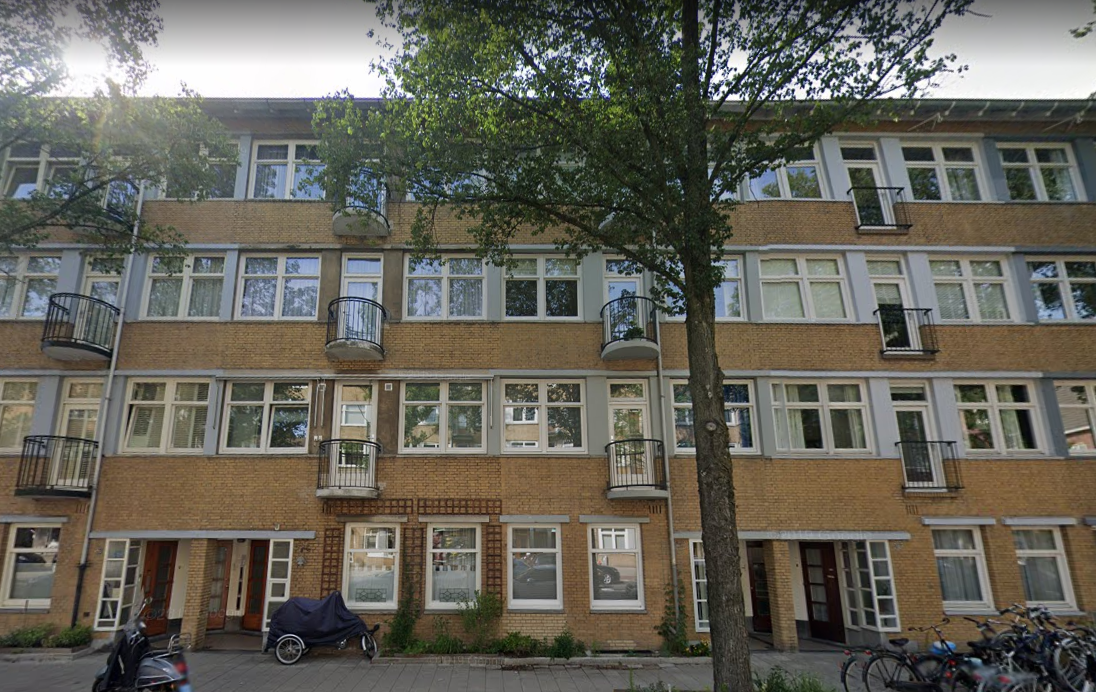
Boekens woningbouwproject aan de Aalsmeerweg (overblijfsel van voormalig Sassenheimstraat project)

De woningbouw aan de Sassenheimstraat wordt beschouwd als Boekens beste werk van voor de Apollohal. Tijdens de verbouwing van landhuis 'De Zwerfsteen' maakte Boeken een vergelijking tussen dat huis, zijn woningbouw aan de Sassenheimstraat en zijn latere werk, zoals de Apollohal. Kennelijk beschouwde hij deze drie bouwwerken als typerend voor drie verschillende fasen in zijn werk.
De woningbouw aan de Sassenheimstraat zou dus gezien kunnen worden als een overgangswerk tussen zijn Amsterdamse School-werk en zijn functionalistische werk. De woningbouw bestond uit vier woonlagen en een zolder. In tegenstelling tot veel particuliere woningbouw was hier de constructie uitgangspunt van de vorm, zowel in de hoofdvorm als in de detaillering. Boeken maakte gebruik van lateien van gewapend beton boven de ramen en portalen, metselwerk van bonte waalklinkers en staand verband voegwerk en staal. Het blok had een rood dak van onverglaasde pannen. Het woningenblok aan de Sassenheimstraat had de voor Amsterdam gebruikelijke maatvoering, met dubbele ingangsportalen en halfronde balkons. Het was echter geen Amsterdamse School want de balkons werden gevormd door vrij uitkragende betonnen platen met een fijn stalen hekwerk.

#### Apollohal

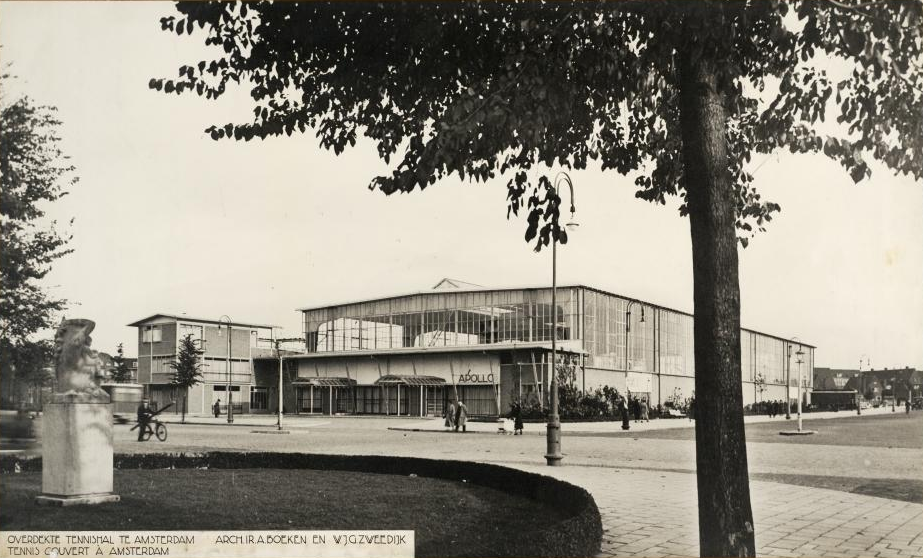
Apollohal in de vroege jaren

De enige echte grote opdracht die Boeken heeft uitgevoerd, en waarmee hij ook internationale bekendheid heeft verworven, is het Apollocomplex, ook wel Apollohal genoemd, gebouwd in 1934. Dit is een sporthal dat indoor tennisvelden, een tentoonstellingsruimte, een café-restaurant, en een directeurswoning zou bevatten.
Het Apollocomplex werd gebouwd op het gebied tussen het Zuider Amstelkanaal, de Apollolaan en de Stadionweg. Het was bedoeld als semi-permanent bouwwerk dat slechts ongeveer twintig jaar zou blijven staan, maar het staat er nog altijd. De sporthal was na de Openluchtschool van Duiker het tweede bouwwerk van een architect van het Nieuwe Bouwen dat werd toegestaan in Plan Zuid, het mathematische uitbreidingsplan van Berlage. Deze twee gebouwen stonden in scherp contrast met de bakstenen gevels van de overige gebouwen in het anders geheel in Amsterdam Schoolse stijl gebouwde gebied. De architecten van het Nieuwe Bouwen, een internationale beweging die tussen de twee oorlogen ontstond, hadden een architectuur voor ogen die de tijdsgeest reflecteerde, namelijk die van industriële en technologische vooruitgang, met luchtige staalconstructies, beton, en glas, en die zoveel mogelijk daglicht zouden toelaten.
Het Apollocomplex is hierbij een vroege voorbeeld van staalskeletbouw dat grote overspanningen toelaat, als gevolg waarvan de wanden geen draagkrachtige functie hebben en er lichte materialen voor gebruikt kan worden. Omdat een glazen dak technisch niet mogelijk was, ontwierp Boeken een zeven meter hoge glazen gevel dat het hele complex omhult. Dit leidde echter tot te veel daglicht voor de tennissers en daarom zijn de ramen later donkerder gemaakt.

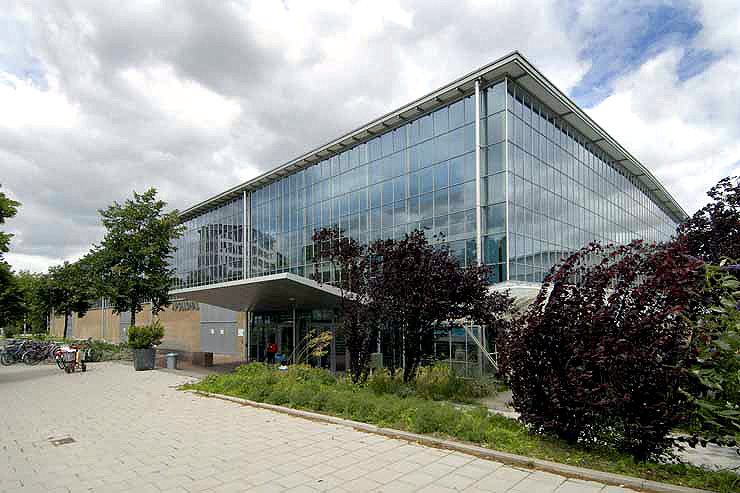
Apollohal in het eerste decennium van de 21e eeuw

Gedurende de Tweede Wereldoorlog is het complex als een ijsbaan gebruikt. In 1954, drie jaar na Boekens dood, is er het Du Midi bioscoop toegevoegd. Deze bioscoop is in 1957 afgebrand, door Alexander Bodon herbouwd en vanaf 1959 tot 1982 in gebruik gebleven. Het complex heeft daarna tot 2004 leeggestaan, toen het door J. van Stigt gerenoveerd en teruggebracht werd naar zijn oorspronkelijke sportfuncties, met hier en daar een aanpassing om aan de eisen van rond 2005 te voldoen.

### Monumenten

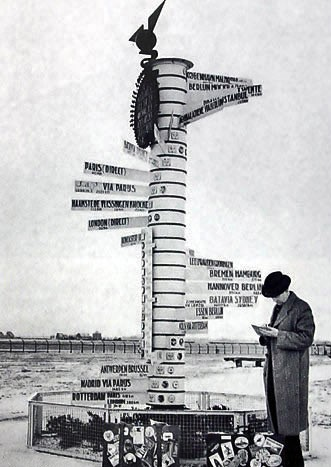
Boekens ANWB lucht(-weg-)wijzer (foto uit 1939)

Albert Boekens ontwierp in 1933 ter gelegenheid van het vijftigjarige bestaan van de ANWB "zijn" zonnewijzer; eerst geplaatst in Amsterdam, en in 1972 verhuisd naar Den Haag. Omdat er geld over was mocht Boeken een tweede, kleiner monumentje maken voor de ANWB, hetgeen een Luchtwegwijzer werd voor de Gemeente Luchthaven Schiphol.
In 1940 deed Boeken in samenwerking met de beeldhouwer Han Wezelaar mee aan een prijsvraag voor het ontwerp van een monument in de haven van Rotterdam. Hoewel ze in de tweede ronde zijn blijven hangen, heeft het ontwerp indruk gemaakt: "Ze ontwierpen een imponerende zuil waarom een expressieve vrouwenfiguur troonde. Het is verbazend dat dit werk door [onder andere] een (voormalig) aanhanger van het Nieuwe Bouwen werd ontworpen."

### Meubels
Boeken ontwierp meubels wanneer er weinig of geen werk was. Hij was bijzonder kritisch over het werk van stomme 'moderne' architecten en meubelartiesten die nog nooit een behoorlijke fauteuil gemaakt hadden, en die gebruikmaakten van modieuze middelen zoals staal, die Boeken beschouwde als een materiaal dat voor onderdelen gebruikt moest worden, en niet als hoofdmateriaal. Hijzelf werkte graag met hout. Boeken zelf was echter evenmin gevrijwaard van kritiek. Zijn meubels waren licht en modern, maar het was juist zijn keuze voor materialen, alsook de afwerking van de meubels, die critici deden opmerken dat deze meubelen "niet ontstaan zijn uit ware meubelmakerskunst".

### Grafisch werk
Twee jaar na zijn overlijden was in de Academie van Bouwkunst te Amsterdam een tentoonstelling van Boekens grafisch werk uit de jaren 1930 georganiseerd. P. Zanstra en W. Jos. de Gruyter leidden de expositie in met een voordracht, waarin het werk van Boeken gekarakteriseerd werd. Een publicatie hierover in Forum volgde.
Het grafisch werk van Boeken is geometrisch van opzet, hetgeen overeenstemt met de stijl in zijn vroegere werk, zijn landhuisjes, woningbouwprojecten en Apollohal. Het bestaat uit verschillende geometrische figuren, lijnen, punten en arabeskvormen die in een spanningsveld ten opzichte van elkaar in het vlak geplaatst zijn.

## Nalatenschap
In tegenstelling tot andere architecten van grote betekenis voor de ontwikkeling van de architectuur, geniet architect Albert Boeken tegenwoordig nauwelijks nog bekendheid. Alleen de Apollohal heeft hem nationale en internationale bekendheid gegeven. Feit is dat Boeken door zijn actieve verenigingsleven en zijn lidmaatschap van meerdere redacties van toonaangevende architectuurtijdschriften een grote bijdrage heeft geleverd aan het architectuurdebat van de eerste helft van deze eeuw. Zijn standpunt was hierbij niet eenduidig, maar veranderde meerdere malen gedurende deze periode. Zijn houding was steeds open, hij was altijd bereid tot vernieuwing, en vervuld van verantwoordelijkheidsbesef. Hij durfde te twijfelen waar waar andere architecten overtuigd waren. Dit is vermoedelijk de reden dat hij niet bekend is geworden. Daarentegen hebben zijn continue ontwikkelende ideeën over de architectuur en grote rol gespeeld in het Nederlandse architectonische landschap.
Gedurende geheel zijn leven heeft Boeken zich verzet tegen de verstarring en uitholling van leuzen en normen. Dit zag hij als de vijand van de goede architect en de goede architectuur. Centraal stond hierbij de idee dat de tijden veranderen en dat de mens en haar omgeving voor de erfenis van de oude tijd, moest durven mee veranderen. De architect moest, zij het weloverwogen, bij de tijd blijven. 

## Nevenfuncties
| Jaar         | Organisatie                                                                             | Functie                                          |
| ------------ | --------------------------------------------------------------------------------------- | ------------------------------------------------ |
| 1917/21-1934 | Architectura et Amicitia, tijdschrift Architectura (1893-1926) resp. Forum (1946-heden) | Lid, bestuurslid (1932), redactielid (1947-1951) |
| 1923- 1924   | Bouwkundig Weekblad                                                                     | Redactielid                                      |
| 1928-1938    | De 8, De 8 en Opbouw, tijdschrift De 8 en Opbouw                                        | Lid, redactielid (1934-1938)                     |
| 1932         | Ontwerpstudie 2 van A et A (jeugdherberg voor 50 gasten)                                | Jurylid                                          |
| 1932-1934    | Groep 32                                                                                | Oprichter, lid, voortrekker                      |
| 1934         | Schoonheidscommissie Oude Stad                                                          |                                                  |
| 1934         | Schoonheidscommissie Nieuwe Stad                                                        |                                                  |
| 1938         | Industrieschool Amsterdam                                                               | Lid                                              |
| 1940-1945    | Studiegroep Woningarchitectuur                                                          | Lid                                              |
| 1946-1951    | Vereniging van Delftsche Ingenieurs Afdeling Bouwkundig Ingenieurs                      | Lid                                              |
| 1947- 1950   | Architectencommissie Noord-Holland                                                      | Lid                                              |
| 1947- 1951   | HBO Leiden                                                                              | Docent                                           |
| 1948         | Commissie ter toetsing van de grondbeginselen van het restaureren                       | Lid                                              |
|              | Stichting Bouwen van Woning tot Stad                                                    |                                                  |
|              | Academie van Bouwkunst Amsterdam                                                        | Docent                                           |
|              | HBO Leiden                                                                              | Docent                                           |
|              | Studiegroep MTS Amsterdam                                                               |                                                  |
|              | CIAM Zonnecommissie                                                                     | Lid                                              |

## Markante uitspraken
Albert Boekens stempel op de architectuurwereld blijkt onder meer uit zijn teksten die in literatuur om zijn markante uitspraken aangehaald worden:
- Op een ledenvergadering van Architectura et Amicitia (A&A) noemde Boeken het genootschap een "doodenhuis", omdat volgens hem toen "tien jaar nieuwe architectonische ontwikkelingen in binnen- en buitenland aan het genootschap voorbijgegaan [zijn]." Het zou het begin zijn van een proces zijn waarbij Groep '32 zich uiteindelijk in 1934 van A&A zou afscheiden.[37]
- De Zweedse architect Ragnar Östbergs nationaal-romantisch historische ontwerp voor de gemeentehuis van Stockholm had een flinke weerslag op het Nederlandse architectuur, en bewoog Albert Boeken ertoe hierover in zijn ongepubliceerde dagboek het "de Zweedse Ziekte" te noemen.[38]
- In de jaren 1930 zette Bruynzeel voorgoed de standaard in de Nederlandse deurenindustrie door het vervaardigen van deuren met vlakke binnen- en voordeuren middels fineermachines. Deze deuren, die eenvoudig waren schoon te houden en goed pasten bij de opkomende strakke interieurs, hadden een andere constructie dan de paneeldeuren die tot dan gewoon waren, namelijk een stevig binnenrooster waarop aan weerszijden een dubbele fineerplaat werd gelijmd. Het nieuwe model werd met lof besproken in het voor industrialisatie geporteerde tijdschrift De 8 en Opbouw. Albert Boeken stelde de vlakke fineerdeuren aan zijn collega's ten voorbeeld als een "overwinning van de hinderlijke materiaal-eigenschappen door hedendaagsche techniek en vormgeving" bij zijn pleidooi voor de aanvaarding van normalisatie en industrieel voortgebrachte bouwmaterialen.[39]

## Varia
- In de Groningse wijk De Hunze is de Boekenlaan naar Albert Boeken vernoemd.
- Albert Boeken was kleurenblind, daarom liet hij de kleurenschema's voor de Apollohal uitzoeken door Auke Komter, die toen voor hem werkte. Echter was ook Komter kleurenblind, en de kleurenschema's zijn waarschijnlijk door Komters vrouw uitgezocht.[40]

## Publicaties
- A. Boeken (1914),"Drie Renaissance-gebouwen in het Noorden" in Onze Kunst
- A. Boeken (1919),"Over de voorgeschiedenis van den bouw van het voormalige Amsterdamsche stadhuis", in het Amstelodamum Jaarboek 17.
- A. Boeken (1925), "Architectura erop of eronder", in Architectura tijdschrift.
- A. Boeken - Architectuur, Amsterdam 1936/1982; "Herinneringen aan de roemruchte Groep '32", Delft 1998; Forum 1951 p. 156[41]
- A. Boeken (1936), Architectuur, heruitgave met een nawoord van M. Hoogendonk, Amsterdam 1981, 53-60.[39]
- A. Boeken (1936) "De stalen stoel: de typische uiting van den modernen geest in het hedendaagsche interieur?" in De 8 en Opbouw.[8]
- A. Boeken (1939), "De Nieuwe Architectuur en het Nieuwe Bouwen", gepubliceerd in 5 artikelen op 1, 3, 7, 13, en 17 januari 1939 in De Telegraaf.[42]
- A. Boeken (1946), "Meanderblokken" in Bouwen van woning tot stad [43][44]

## Lijst van ontwerpen (selectie)
| Naam                                                   | Bouwjaar               | Adres                               | Bijzonderheden                                                               | Afbeelding |
| ------------------------------------------------------ | ---------------------- | ----------------------------------- | ---------------------------------------------------------------------------- | ---------- |
| Studiejaren                                            |                        |                                     |                                                                              |            |
| Museum voor Oudheden                                   |                        |                                     | Project uit 1915                                                             |            |
| Publieke Werken (1919-1926)                            |                        |                                     |                                                                              |            |
| Gemeentelijke elektriciteitscentrales                  | 1918                   | Almkerk, Andel en Brakel            |                                                                              |            |
| Landhuis                                               | 1919                   | Soestdijsestraatweg, Bilthoven      |                                                                              |            |
| Telefooncentrale Oost                                  | 1923                   | Middenweg, Amsterdam                |                                                                              |            |
| Bergloods en laboratorium van het G.E.B.               | 1923                   |                                     |                                                                              |            |
| Kantoorgebouw Gemeentelijke G.G.D.                     | 1922                   | Waterlooplein, Amsterdam            |                                                                              |            |
| Onderstation G.E.W. en laboratorium voor Elektrochemie | 1923                   | Amsterdam                           |                                                                              |            |
| Zelfstandig architect (1926-1951)                      |                        |                                     |                                                                              |            |
| Landhuis De Zwerfsteen                                 | 1920 (verbouwing 1936) | Soestdijksestraatweg 113, Bilthoven |                                                                              |            |
| Ambtenarenwoningen                                     | 1927                   | Schiphol                            |                                                                              |            |
| Woningcomplex                                          | 1928                   | Sassenheimstraat, Amsterdam         |                                                                              |            |
| Verkeerstoren en hoofdgebouw                           | 1928                   | Schiphol                            | Eerste toren voor civiele luchtvaart, verwoest in 1940. Replica in Aviodrome |            |
| Uitbreidingsplan 'Sloten', plan 'Zuidwest'             | 1931                   |                                     |                                                                              |            |
| Apollohal                                              | 1934                   | Apollolaan, Amsterdam               | Renovatie in 2005                                                            |            |
| Monument voor in haven Rotterdam                       | 1940                   | Rotterdam                           |                                                                              |            |